# 重建更好世界
重建更好世界（英語：Build Back Better World），簡稱B3W，是2021年七国集团在第47届峰会上提出的一项旨在反制中国共产党和中华人民共和国的战略影响力和債務陷阱外交，并为中低收入国家提供有别于中国“一带一路”的建设基础设施合作倡议。该倡议由美国主导，称将会在2035年前为发展中国家提供40万亿美元，资金来自私有领域，以投资改善“气候、健康与健康安全、数字技术和性别平等”方面的状况。2022年以來，七國集團推出更務實可行的「全球基礎設施和投資夥伴關係」倡議取代B3W。

## 進展
2021年12月，作為B3W計劃核心之一的近2萬億美元社會福利支出與應對氣候變化法案在美國國會投票表決未通過。至2022年中，美國陸續啟動了一些B3W相關項目，投資總額約600萬美元。

## 評價
中華人民共和國政府評價稱，世界上的事情應由各國商量著辦，而不應由少數幾個國家操縱。
世界貿易組織仲裁機構前法官、 美國智庫外交關係協會Jennifer Hillman認爲，B3W是七國集團向發展中國家提供中國主導「一帶一路」之外的方案。

## 後續
2022年7月，七國集團推出“全球基礎設施和投資夥伴關係”（PGII）。美国之音認爲此舉標志美國擺脫B3W陰影，認爲PGII是「務實版的B3W」，可行性也較高。
2023年9月，G20印度峰會上，美國、印度等推出又一「一带一路杀手」，即「現代香料之路」（Modern-day Spice Route）。法新社認爲，此舉有望為印度與歐洲之間的物流速度加快四成。